# Rochas Clerke

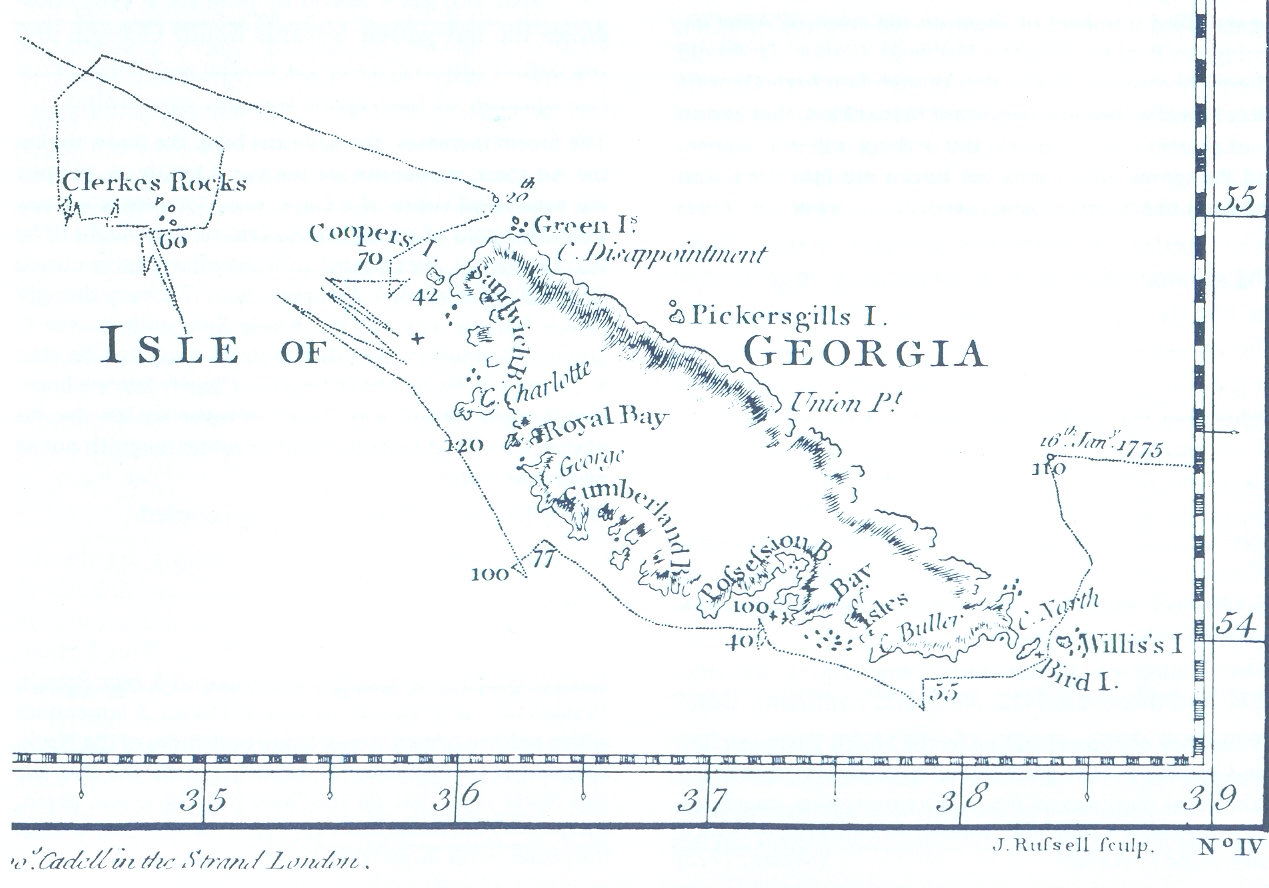
Mapa histórico de 1777 mostrando a região das Rochas Clerke, obtido durante as explorações de James Cook. Domínio público.

Rochas Clerke (em inglês: Clerke Rocks) são um grupo de pequenas ilhas rochosas e pináculos localizados no Oceano Atlântico Sul, aproximadamente 74 quilômetros a sudeste da extremidade oriental da ilha Geórgia do Sul. Situadas a cerca de 55° 01′ S, 34° 41′ O, fazem parte do território britânico ultramarino das Ilhas Geórgia do Sul e Sandwich do Sul.
As formações rochosas se estendem por aproximadamente 8 quilômetros no sentido norte-sul e incluem várias ilhotas escarpadas que se projetam abruptamente do oceano. O local é desabitado e raramente acessado devido às severas condições climáticas e marítimas. As Rochas Clerke foram descobertas em 1775 pelo Capitão James Cook durante sua segunda viagem ao hemisfério sul, sendo nomeadas em homenagem a Charles Clerke, oficial da expedição.
O arquipélago é conhecido por sua importância científica, especialmente no campo da geologia e da biogeografia subantártica, sendo frequentemente associado a estudos sobre tectônica de placas, vulcanismo oceânico e dispersão de espécies em ambientes extremos.

## Geologia
As Rochas Clerke compõem uma cadeia de formações rochosas situadas a sudeste da ilha Geórgia do Sul. Sua origem está relacionada à atividade vulcânica submarina ligada à abertura da bacia do Mar de Scotia durante o Paleoceno–Eoceno. Essas rochas são remanescentes de uma fase de intensa extrusão basáltica associada à fragmentação da Gondwana e à formação do arco de Scotia.

### Contexto tectônico
As Rochas Clerke estão inseridas no sistema do Arco de Scotia, um arco de ilhas vulcânicas e sedimentares formado pela interação entre as placas Sul-Americana, Antártica e Scotia. A movimentação tectônica ao longo de falhas transcorrentes e zonas de subducção levou à elevação dessas rochas acima do nível do mar.
O rifteamento da margem atlântica sul permitiu a ascensão de material magmático por fraturas, formando diques e escoadas de lava que solidificaram como basaltos. O magmatismo é compatível com um ambiente de dorsal oceânica antiga deformada por processos compressivos.

### Litologia e mineralogia
As Rochas Clerke são compostas por basaltos toleíticos com estruturas típicas de vulcanismo submarino, como pillow-lavas. A mineralogia inclui:
- Plagioclásio (andesina-labradorita)
- Piroxênio (augita)
- Olivina
- Minerais acessórios: magnetita, ilmenita e vidro vulcânico.[7]

As texturas variam de afaníticas a porfiríticas, com vesículas indicativas de desgasificação rápida. A alteração hidrotermal secundária é marcada por clorita e epídoto.

### Processos geológicos
Principais processos atuantes na formação das Rochas Clerke:
- Vulcanismo submarino: geração de lavas com resfriamento rápido.
- Resfriamento: formação de vidro e cristais microlíticos.
- Erosão marinha: intensa ação das ondas expõe estruturas internas.
- Deformação tectônica: falhas normais e transcorrentes.[8]

### Importância científica
As Rochas Clerke são valiosas para o entendimento da tectônica da região sul do Atlântico, por fornecerem evidências da ligação entre América do Sul e Antártida e da evolução do arco de Scotia.

### Comparativo regional
| Característica         | Rochas Clerke                             | Ilha Geórgia do Sul                 |
| ---------------------- | ----------------------------------------- | ----------------------------------- |
| Litologia principal    | Basaltos toleíticos, pillow-lavas         | Basaltos, tufos, turbiditos         |
| Ambiente de formação   | Vulcanismo submarino                      | Vulcanismo e sedimentação marinha   |
| Estrutura tectônica    | Diques e falhas normais                   | Dobramentos e falhas compressivas   |
| Idade geológica        | Paleoceno–Eoceno (60–50 Ma)               | Idêntica                            |
| Alteração pós-formação | Erosão marinha e metamorfismo hidrotermal | Metamorfismo regional de baixo grau |